# Franz Stähler
Franz Stähler (* 12. Januar 1956 in Niederzeuzheim, gestorben 12. Mai 2018 Bad Nauheim) war ein deutscher Bildhauer und Objektkünstler, der vor allem Skulpturen schaffte. Er arbeitete hauptsächlich in Italien.

## Leben
Franz Stähler wurde als zweiter Sohn von Theo Stähler (geb. ca. 1930) und seiner Frau Helene Stähler geb. Gräfin von Walderdorf (1927–2017) in Niederzeuzheim bei Hadamar geboren. Er hatte drei Brüder Georg, Hubertus und Wolfram. Er wuchs auf einem ca. dreihundert Jahre alten Hof auf. Der Vater begann in den 1960er Jahren eine Fischzucht aufzubauen, die zur größten Fischzuchtanlage in Hessen wurde. Franz besuchte die kleine Grundschule in Niederzeuzheim und anschließend eine weiterführende Schule in Hadamar. Aufgrund einer schweren Erkrankung im Jugendalter wechselte er in ein Internat. Anschließend besuchte er die Keramikklasse einer Berufsfachschule in Höhr-Grenzhausen und schloss die Ausbildung zum Keramiker erfolgreich ab. 1975 begann er mit keramischen Materialien zu arbeiten. Bald kamen gebrauchte Backsteine und Mooreichenholz, auf natürliche Weise über Jahrhunderte geschwärzt, dazu.
Diese einmal genutzten und entsorgten Materialien faszinierten den Künstler.
Stähler war als Künstler auf der Suche nach dem eigentlichen Wesen des Menschen. Er sagte einmal: "Die Sprache der Kunst ist ein fliegender Planet, der unendlich ist."
1987 gewann er auf dem 45. Internationalen Keramikwettbewerb in Faenza den ersten Preis. Der Concorso Internazionale della Ceramica d´Arte Contemporanea - Premio Faenza wird seit 1935 alle zwei Jahre ausgerichtet. Die Teilnehmenden kommen aus aller Welt.
Seine Arbeiten wurden in Ausstellungen in Deutschland, Italien, Frankreich, England, Ägypten und den USA gezeigt. Viele haben einen festen Platz im öffentlichen Raum.

## Arbeiten im öffentlichen Raum

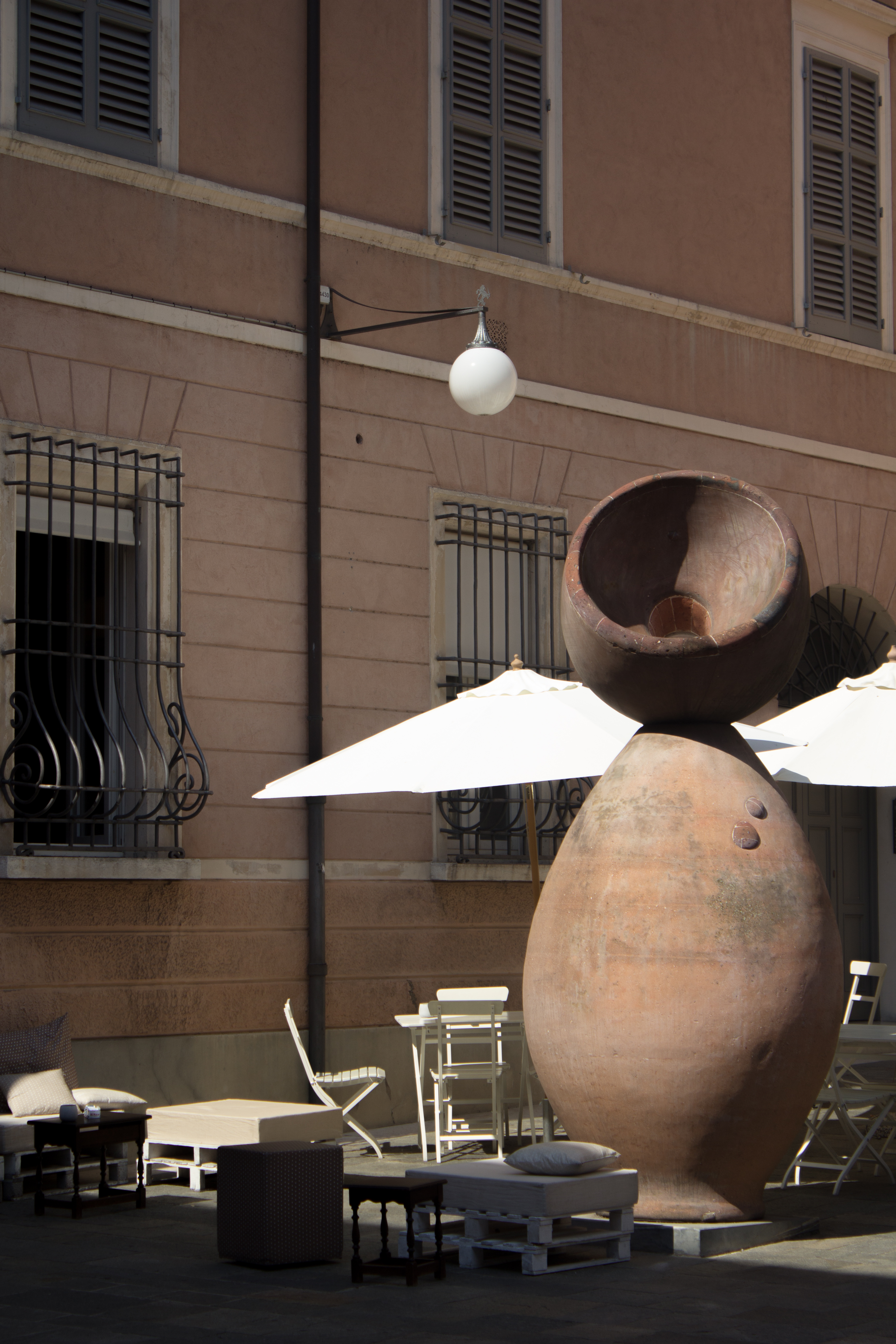
Anfora: Terrakotta-Skulptur (120 × 340 cm) von Franz Stähler in Faenza (Museo all'aperto di opere di arte contemporanea), Italien, 1999

Deutschland: Baden-Baden am alten Dampfbad, Stadtpark in Böblingen, Mathildenhöhe in Darmstadt, Campus Lichtwiese der TU Darmstadt.
Italien: Faenza MIC Museo internazionale della ceramica, Rotatoria fra Via Veneto e Via Oberdan, Corso Mazzini, Rotona strada dei Vini e dei sapori.
Bologna Park La Gironda,
Montefiridolfi Labyrintgarten Tenuta Kränzel, Varazze, am neuen Hafen,
Tscherms Labyrinthgarten Tenuta Kränzel, Fondazione Rossini Briosco, Museo delle Profumi e delle essenze Savigliano, Montespertoli Casa di Monte.

## Auszeichnungen
- 1998 Premio Impresa & Cultura Ranger Italia, Premio Guggenheim (Tulipani)
- 1987 Faenza Award für Keramikskulpturen.

## Ausstellungen
- 2023 Labyrinthgarten, Tscherms
- 2023 Altes Dampfbad, Baden-Baden
- 2018 Galerie Emmanuel Walderdorf, Molsberg
- 2015 Museum Nanchang, Jiangxi China
- 2015 Galerie l'Entrepot, Monaco
- 2015 Rue Princesse Caroline, Monaco
- 2015 Walderdorffer Hof, Limburg an der Lahn
- 2015 Villa Roc Fleuri, Cap d'Ail
- 2014 Kreishaus, Limburg
- 2014 Villa Roc Fleuri, Cap d'Ail
- 2013 Kunstverein, Neustadt an der Weinstraße
- 2012 Violabox Art Gallery, Genova
- 2011 Villa Roc Fleuri, Cap d'Ail
- 2010 Fondazione Pietro Rossini, Briosco
- 2010 Città di Monza
- 2010 Jardins des Boulingrins, Monaco
- 2009 MIC Picaud, Cannes
- 2009 Cap d'Ail, Villa Roc Fleuri
- 2008 Cannes Quartier Mimont
- 2008 Arboretum de Roure
- 2008 Cap d'Ail, Villa Roc Fleuri
- 2008 Monaco Arte Ecologi
- 2007 Sculpture project, Centro D'Arte La Loggia
- 2006 Sculpture project, Fondatione Pietro Rossigni
- 2005 Cheminement de sculptures, Gigondas
- 2005 Sculpture project, Centro D'Arte La Loggia
- 2004 Olympic Park Athen
- 2003 Sculpture project, Centro D'Arte La Loggia
- 2002 Varazze Sculpture park, Corso Europa
- 2001 Fortezza Montalcino
- 2001 Biennale of Savona
- 2001 Gallery Rino Costa, Casale Monferato
- 1999 Villa Santovito, San Menaio, Gargano
- 1999 Kurhaus Wiesbaden
- 1999 Gallery Otto, Bologna
- 1999 House of arts, Richterswil
- 1998 Schloss Molsberg Pavillon
- 1998 Galerie Sander, Darmstadt
- 1998 Circolo degli Artisti, Faenza
- 1998 Society of friends of new arts, Altes Dampfbad, Baden-Baden
- 1997 Villa Rossini, Briosco, Milano
- 1997 KfW Bank, Frankfurt
- 1996 Galerie Lattemann, Darmstadt
- 1995 Santa Cruz de la Sierra
- 1995 Gigondas
- 1995 Conoco Art Centre, Warwick
- 1994 Galerie Rehbein, Köln
- 1994 Vaison la Romain
- 1991 Gallery Akhnaton, Kairo
- 1990 Gallery Niccoli, Parma
- 1989 Palazzo delle Espositione, Faenza
- 1989 Deutsche Bank, Frankfurt
- 1988 Villa Rossini, Briosco, Milano
- 1987 Gallery Nova, Zagreb
- 1987 Villa Domenica Lancenigo
- 1987 Gallery Nuovo Spazio, Venecia
- 1984 Galerie Brückenturm, Mainz

## Beteiligung an Kunstmessen
FIAC Paris, Art Colon, Arte Fiera Bologna, Art Frankfurt, Artissima Torino, Milano Arte Fiera, Art Brüssel, Art Basel